# Montlognon
Ne doit pas être confondu avec Montlignon, une commune du Val-d'Oise.
Montlognon est une commune française située dans le département de l'Oise en région Hauts-de-France.

## Géographie

### Localisation

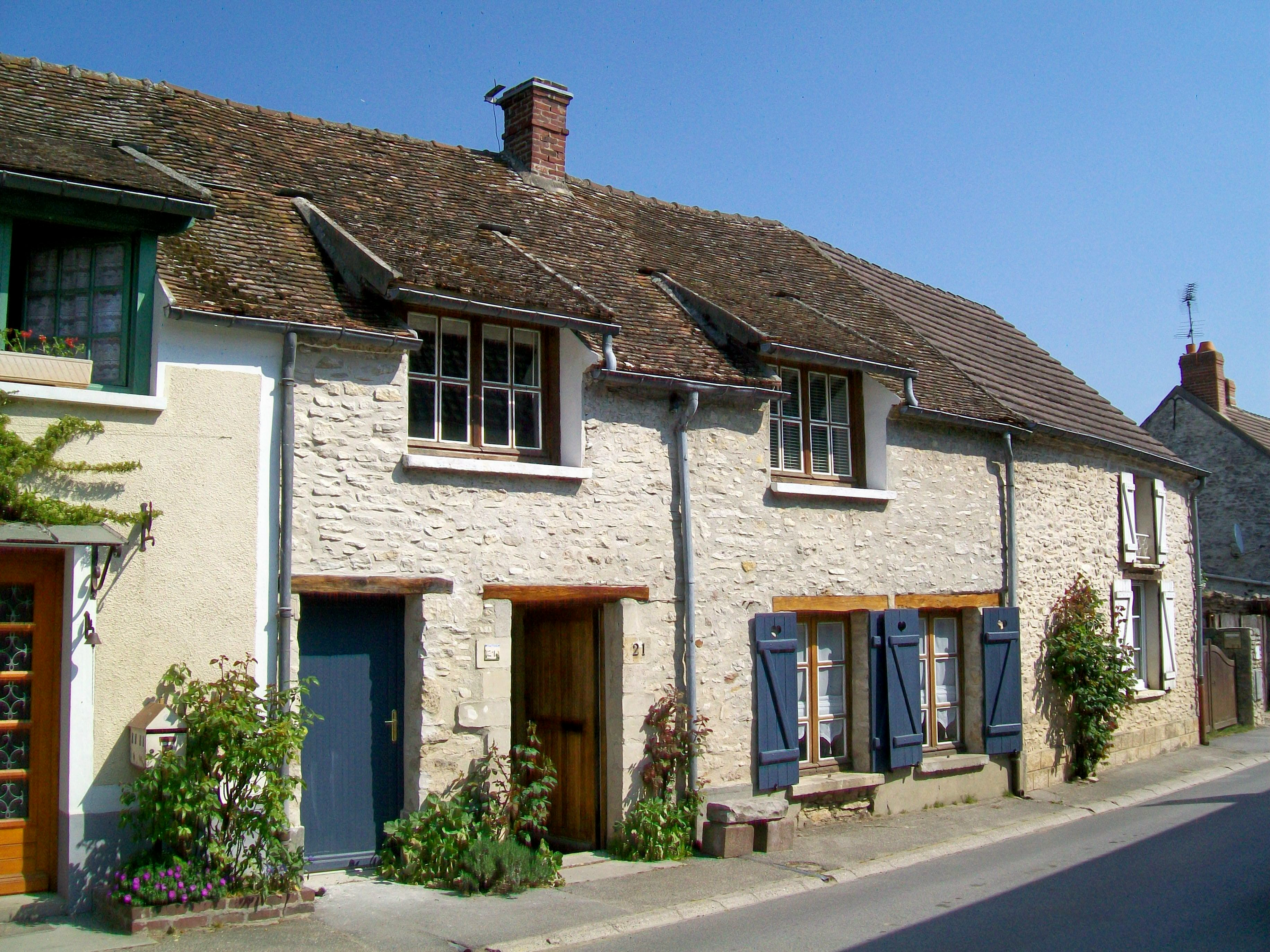
Maison ancienne, rie Georges Marchal.

Montlognon est un village rural du Valois situé dans le  parc naturel régional Oise-Pays de France et à 45 km à vol d'oiseauau nord-est de Paris, 10 km au sud-est de Senlis et 6 km au nord d'Ermenonville. 
La distance routière de Paris est de 56 km via la RN 330 et la RN 2, respectivement de 48 km via Mortefontaine et l'autoroute A1. 
Le sentier de grande randonnée GR 11 passe près du village, permettant de rejoindre Senlis par la forêt d'Ermenonville, ou la gare de Nanteuil-le-Haudouin (diverticule). 
La commune se trouve dans l'aire d'attraction de Paris, dans la zone d'emploi de Soissons et dans le bassin de vie de Senlis.

### Communes limitrophes
Hormis Fontaine-Chaalis, Montlognon ne compte que deux autres communes limitrophes : Baron au nord et à l'est, et Montagny-Sainte-Félicité au sud, avec seulement quelque 400 m de limites communes. 
| Fontaine-Chaalis |                  | Baron                    |
| Fontaine-Chaalis | Montlognon       |                          |
| Fontaine-Chaalis | Fontaine-Chaalis | Montagny-Sainte-Félicité |

### Géologie et relief
La superficie de la commune est de 5,24 km2 ; son altitude varie de 62  à   122 mètres. 

### Hydrographie

#### Réseau hydrographique

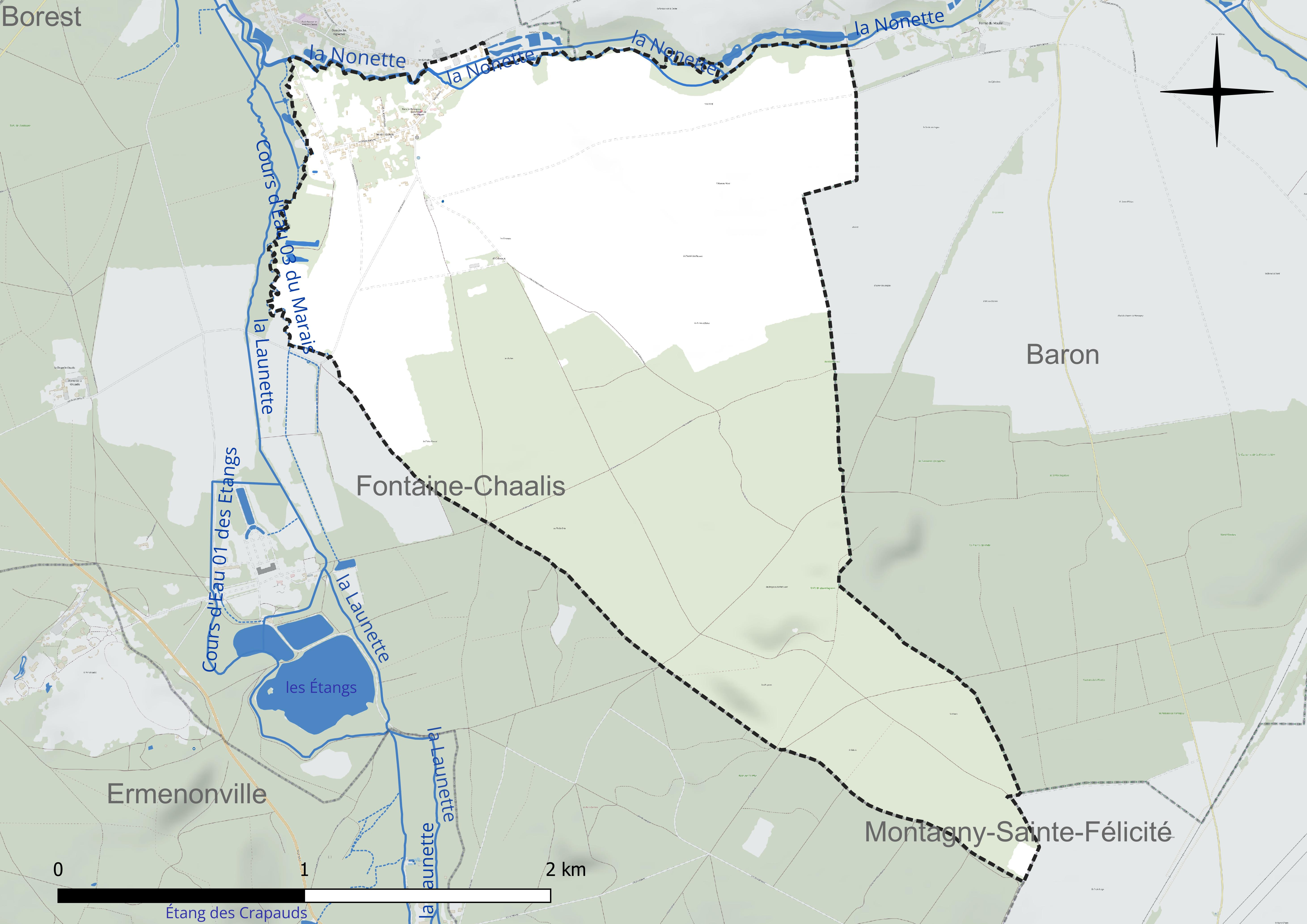
Réseau hydrographique de Montlognon.

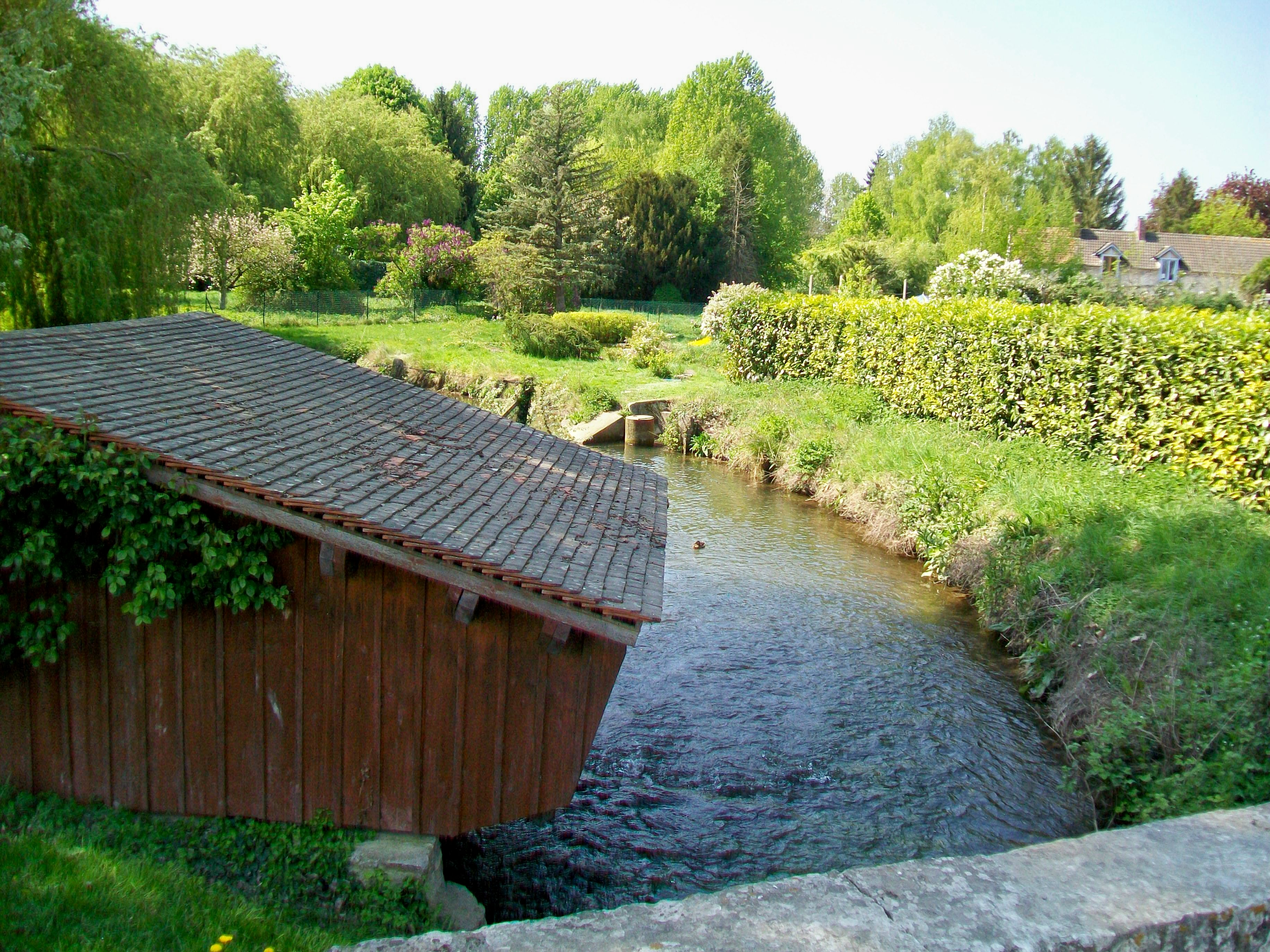
La Nonette et le lavoir.

La commune est située dans le bassin Seine-Normandie. 
Montlognon est drainée par la Nonette et le ruisseau de la fontaine Sainte-Geneviève, la première traçant la limite nord de la commune avec Fontaine-Chaalis, et la seconde la limite ouest, avec la même commune. Le confluent des deux rivières se situe à l'extrémité nord-ouest de Montlognon, près du pont sur la Nonette,,
La Nonette, d'une longueur de 40 km, prend sa source dans la commune de Nanteuil-le-Haudouin et se jette  dans l'Oise à Saint-Leu-d'Esserent, après avoir traversé 14 communes. 

#### Gestion et qualité des eaux
Le territoire communal est couvert par le schéma d'aménagement et de gestion des eaux (SAGE) « Sensée ». Ce document de planification concerne un territoire de 413 km2 de superficie, délimité par le bassin versant de la Nonette et de ses deux principaux affluents, la Launette et l'Aunette. Le périmètre a été arrêté le 3 avril 1998 et le SAGE proprement dit a été approuvé le 28 juin 2006, puis révisé le 15 décembre 2015. La structure porteuse de l'élaboration et de la mise en œuvre est le syndicat Interdépartemental du SAGE de la Nonette. 
La qualité des cours d'eau peut être consultée sur un site dédié géré par les agences de l'eau et l'Agence française pour la biodiversité. 

### Climat
Pour des articles plus généraux, voir Climat des Hauts-de-France et Climat de l'Oise.
En 2010, le climat de la commune est de type climat océanique dégradé des plaines du Centre et du Nord, selon une étude du CNRS s'appuyant sur une série de données couvrant la période 1971-2000. En 2020, Météo-France publie une typologie des climats de la France métropolitaine dans laquelle la commune est exposée à un climat océanique altéré et est dans la région climatique  Nord-est du bassin Parisien, caractérisée par un ensoleillement médiocre, une pluviométrie moyenne régulièrement répartie au cours de l'année et un hiver froid (3 °C). 
Pour la période 1971-2000, la température annuelle moyenne est de 10,9 °C, avec une amplitude thermique annuelle de 15,1 °C. Le cumul annuel moyen de précipitations est de 688 mm, avec 10,3 jours de précipitations en janvier et 8 jours en juillet. Pour la période 1991-2020, la température moyenne annuelle observée sur la station météorologique la plus proche, située sur la commune du Plessis-Belleville à 9 km à vol d'oiseau, est de 11,4 °C et le cumul annuel moyen de précipitations est de 661,7 mm,. Pour l'avenir, les paramètres climatiques de la commune estimés pour 2050 selon différents scénarios d'émission de gaz à effet de serre sont consultables sur un site dédié publié par Météo-France en novembre 2022.*

### Environnement
Montlognon  se trouve dans le  parc naturel régional Oise-Pays de France, et entre également dans le site inscrit de la vallée de la Nonette, ainsi que dans le site classé de la forêt d'Ermenonville, qui est en même temps une ZNIEFF type 1. 
De forme d'un triangle renversé, le territoire de Montlognon se partage pour moitié environ entre surfaces agricoles, au nord, et le bois de Montlognon au sud. Ce bois constitue, avec le bois de Perthes sur la commune de Fontaine-Chaalis, une forêt annexe de la forêt d'Ermenonville. Le bois de Montlognon appartient pour partie au domaine de Chaalis de l'Institut de France (sont concernées, pour la commune, les parcelles 45-49 et 51-60). L'on y trouve l'un des sites naturels les plus remarquables de la forêt d'Ermenonville, les Bruyères du Frais-Vent. Il s'agit d'un groupe d'éboulis de blocs de grès, souvent de formes curieuses façonnées par des milliers d'années d'influence des intempéries, et en partie mis au jour par l'exploitation du site comme carrière. L'espace est couvert de lande et parsemé de pins, sylvestres essentiellement.

## Urbanisme

### Typologie
Au 1er janvier 2024, Montlognon est catégorisée commune rurale à habitat dispersé, selon la nouvelle grille communale de densité à sept niveaux définie par l'Insee en 2022.
Elle est située hors unité urbaine. Par ailleurs la commune fait partie de l'aire d'attraction de Paris, dont elle est une commune de la couronne,. 

### Occupation des sols

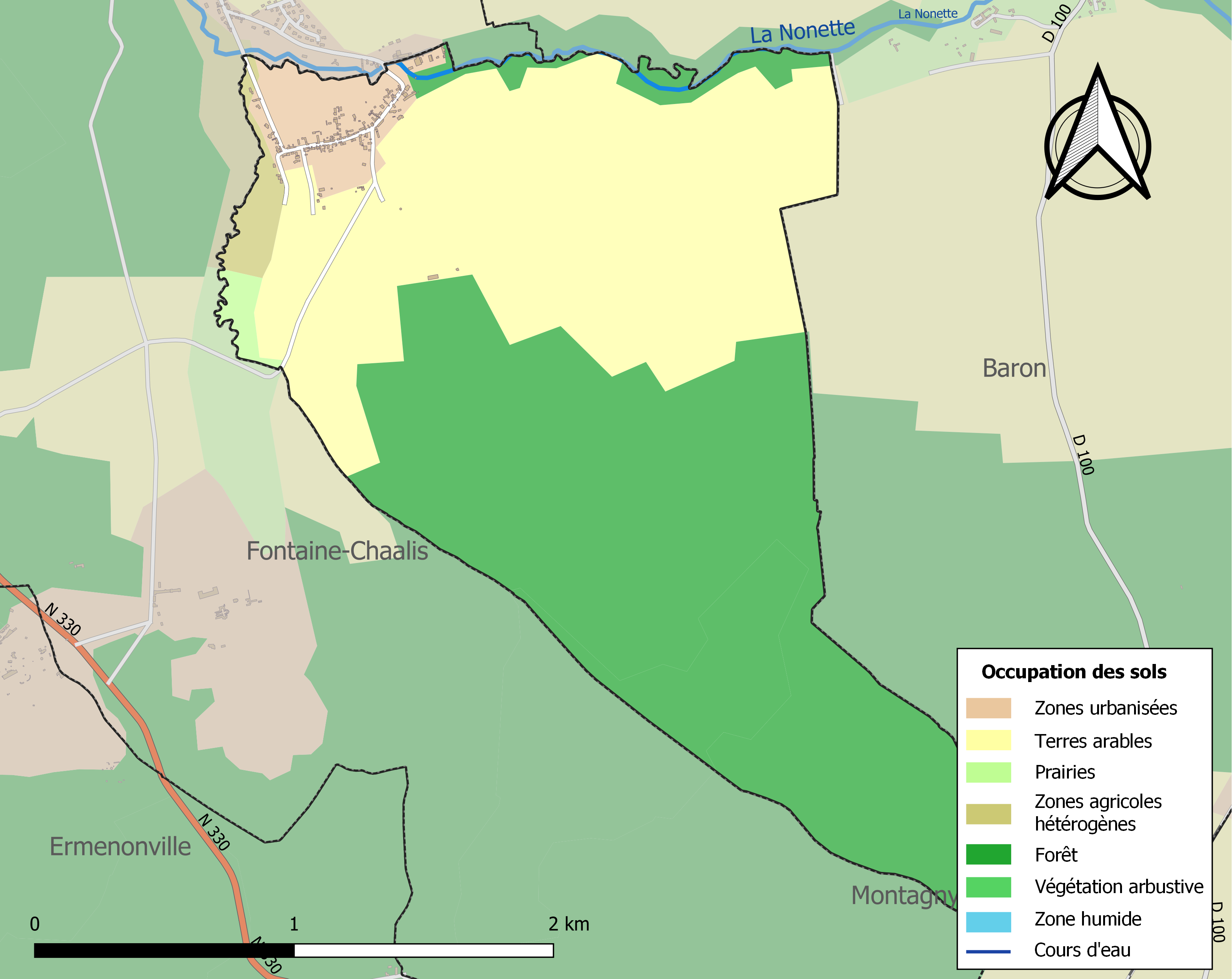
Carte des infrastructures et de l'occupation des sols de la commune en 2018 (CLC).

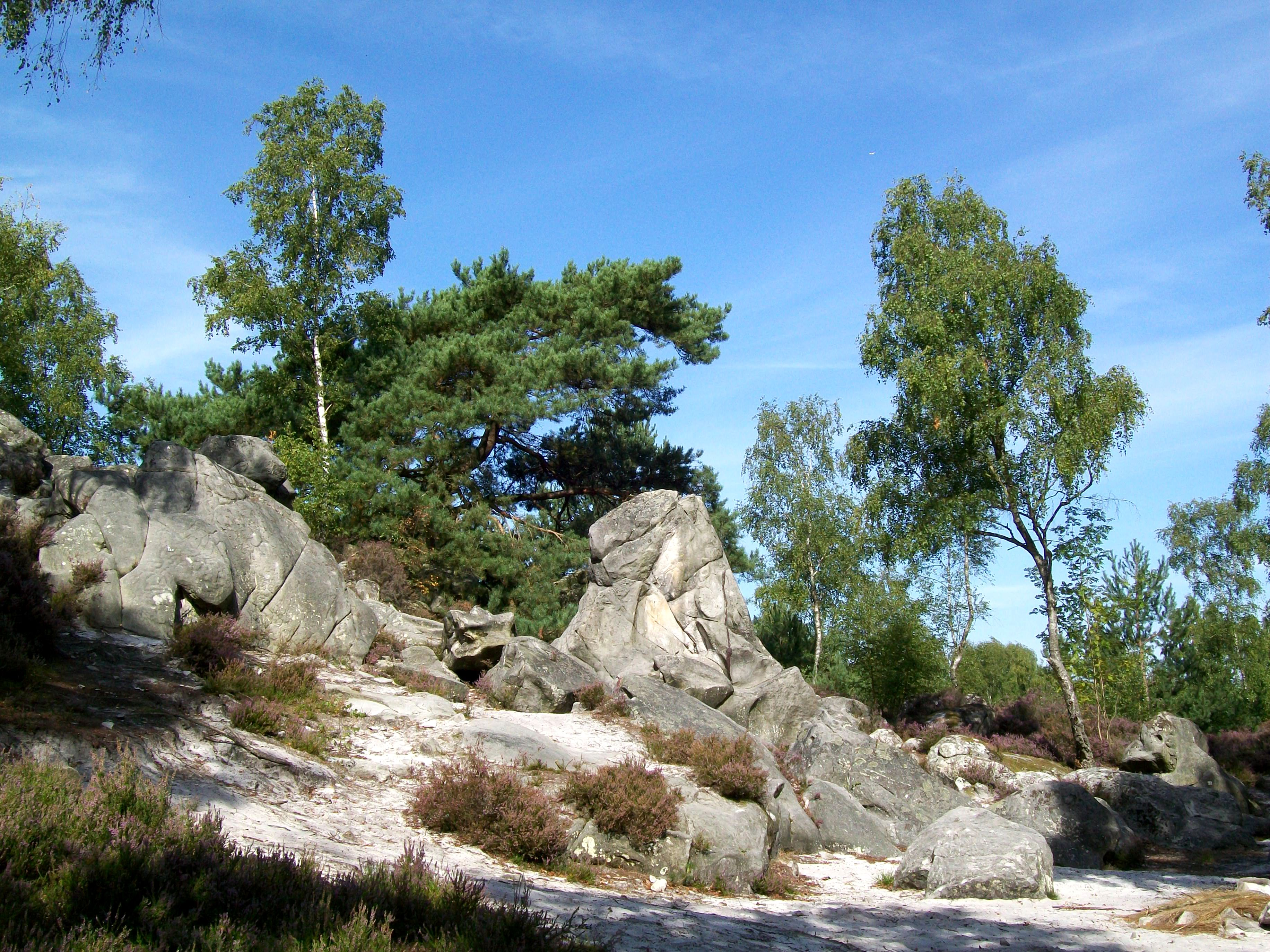
Les Bruyères de Frais-Vent dans le bois de Montlognon.

L'occupation des sols de la commune, telle qu'elle ressort de la base de données européenne d'occupation biophysique des sols Corine Land Cover (CLC), est marquée par l'importance des forêts et milieux semi-naturels (54 % en 2018), une proportion identique à celle de 1990 (54 %). 
La répartition détaillée en 2018 est la suivante : forêts (54 %), terres arables (39 %), zones urbanisées (4,6 %), zones agricoles hétérogènes (1,7 %), prairies (0,7 %). 
L'évolution de l'occupation des sols de la commune et de ses infrastructures peut être observée sur les différentes représentations cartographiques du territoire : la carte de Cassini (XVIIIe siècle), la carte d'état-major (1820-1866) et les cartes ou photos aériennes de l'IGN pour la période actuelle (1950 à aujourd'hui).
Les 76 % du territoire communal appartiennent à l'Institut de France ; la forêt domaniale d'Ermenonville et plus précisément son massif annexe du bois de Perthe représente 18 % de la superficie ; et seulement 6 % appartiennent à des particuliers

### Morphologie urbaine
Montlognon est un village-rue orienté dans le sens est-ouest, contrairement à Fontaine-Chaalis, qui est orienté dans un sens nord-sud. Avec les extensions urbaines relativement récentes de cette dernière commune, les deux villages forment quasiment un ensemble. Le village n'est pas implanté au milieu de son territoire communal, mais à son extrémité nord-ouest, où les deux petites rivières se rencontrent, avec deux vieux ponts sur la Nonette comme points de rencontre, chacun par ailleurs accompagné d'un lavoir.

### Habitat et logement
En 2021, le nombre total de logements dans la commune était de 103, alors qu'il était de 104 en 2016 et de 100 en 2011. 
Parmi ces logements, 80,3 % étaient des résidences principales, 14,8 % des résidences secondaires et 4,9 % des logements vacants. Ces logements étaient pour 99 % d'entre eux des maisons individuelles et pour 1 % des appartements. 
Le tableau ci-dessous présente la typologie des logements à Montlognon en 2021 en comparaison avec celle de l'Oise et de la France entière. Une caractéristique marquante du parc de logements est ainsi une proportion de résidences secondaires et logements occasionnels (14,8 %) supérieure à celle du département (2,4 %) et à celle de la France entière (9,7 %). 
| Typologie                                               | Montlognon | Oise | France entière |
| ------------------------------------------------------- | ---------- | ---- | -------------- |
| Résidences principales (en %)                           | 80,3       | 90,5 | 82,2           |
| Résidences secondaires et logements occasionnels (en %) | 14,8       | 2,4  | 9,7            |
| Logements vacants (en %)                                | 4,9        | 7    | 8,1            |

### Voies de communication et transports
Montlognon est à l'écart des axes de circulation, mais non loin de la RD 330a Senlis - Nanteuil-le-Haudouin et de la RN 330, qui passe à deux kilomètres du centre du village
La commune est desservie, en 2023, par la ligne 636 du réseau interurbain de l'Oise.

## Toponymie
Le nom de la commune semble renvoyer vers une montagne ou un lieu élevé appelé Lognon ; or, il n'existe aucun lieu de ce nom dans les environs. Le toponyme est dérivé de Molendino, ou de Monlonion, en usage vers 1120. L'on trouve ensuite les formes suivantes : Muleinum, en 1140 ; Molileignum, en 1155 ; Moleignon, en 1182 et 1211 ; Monlignon en 1245 ; Molognon en 1258 ; Mouloignon, en 1505 ; et enfin Monlognon, en 1667.
Lors de la création de la commune en 1793, celle-ci est dénommée Mont l'Ognon. Elle ne prend qu'ultérieurement sa graphie actuelle de Montlognon.
Quelle que soit l'orthographe, le nom semble se composer de moulin (molin en ancien français) et du suffixe diminutif ion. Montlognon signifierait donc « petit moulin ». En effet, au XIIe siècle, il y avait sur la Nonette un moulin à eau qui appartenait au chapitre de la cathédrale de Senlis. 
Il existe toutefois une autre hypothèse, selon laquelle le toponyme serait une contraction de mont et oignon.
À cette époque, Moniono était déjà une paroisse avec son église : son porche roman, datant du XIe siècle, toujours en place.

## Histoire

### Moyen âge
Un moulin à eau appartenant au chapitre de la cathédrale de Senlis est signalé sur la Nonette au XIIe siècle.

### Époque contemporaine
La commune, instituée par la Révolution française, est fugacement intégrée dans celle de Fontaine-Chaalis en 1825, avant de recouvrer son autonomie communale en 1833.

## Politique et administration

### Rattachements administratifs et électoraux

#### Rattachements administratifs
La commune se trouve dans l'arrondissement de Senlis du département du Oise.  
Elle faisait partie depuis 1802 du  canton de Nanteuil-le-Haudouin. Dans le cadre du redécoupage cantonal de 2014 en France, cette circonscription administrative territoriale a disparu, et le canton n'est plus qu'une circonscription électorale.

#### Rattachements électoraux
Pour les élections départementales, la commune fait partie depuis 2014 d'un nouveau canton de Nanteuil-le-Haudouin porté de 19 à 46 communes.
Pour l'élection des députés, elle fait partie de la quatrième circonscription de l'Oise.

### Intercommunalité
Jusqu'au début de l'année 2009, la commune appartenait à la communauté de communes du Pays de Senlis qui regroupait 19 collectivités.
À la suite de désaccords profonds entre élus des communes membres, le préfet a décidé de dissoudre l'intercommunalité le 30 avril 2009.
Il autorise la création : 

- de la Communauté de communes des Trois Forêts (CC3F) avec les cinq communes de Senlis, Aumont-en-Halatte, Courteuil, Chamant et Fleurines.

- de la communauté de communes Cœur Sud Oise (CCCSO), regroupant treize communes et dont le siège était à Ognon, l'une des plus petites de l'intercommunalité.
Dans le cadre des dispositions de la loi portant nouvelle organisation territoriale de la République (Loi NOTRe) du 7 août 2015, qui prévoit que les établissements publics de coopération intercommunale (EPCI) à fiscalité propre doivent avoir un minimum de 15 000 habitants,, le schéma départemental de coopération intercommunale approuvé par le préfet de l'Oise le 24 mars 2016 prévoit notamment la fusion de la communauté de communes des Trois Forêts et de la communauté de communes Cœur Sud Oise.
Après consultation des conseils municipaux et communautaires concernés, la nouvelle intercommunalité, recréant de fait l'ancienne communauté de communes du Pays de Senlis (sans Orry-la-Ville), dont la scission en 2010 avait créée ces deux intercommunalités, est constituée au 1er janvier 2017 par un arrêté préfectoral du 14 novembre 2016  sous le nom de communauté de communes Senlis Sud Oise, dont la commune est désormais membre.

### Administration municipale
Le nombre d'habitants, au dernier recensement, étant compris entre 100 et 499, le nombre de membres du conseil municipal est de 11, y compris le maire et ses adjoints..

## Équipements et services publics

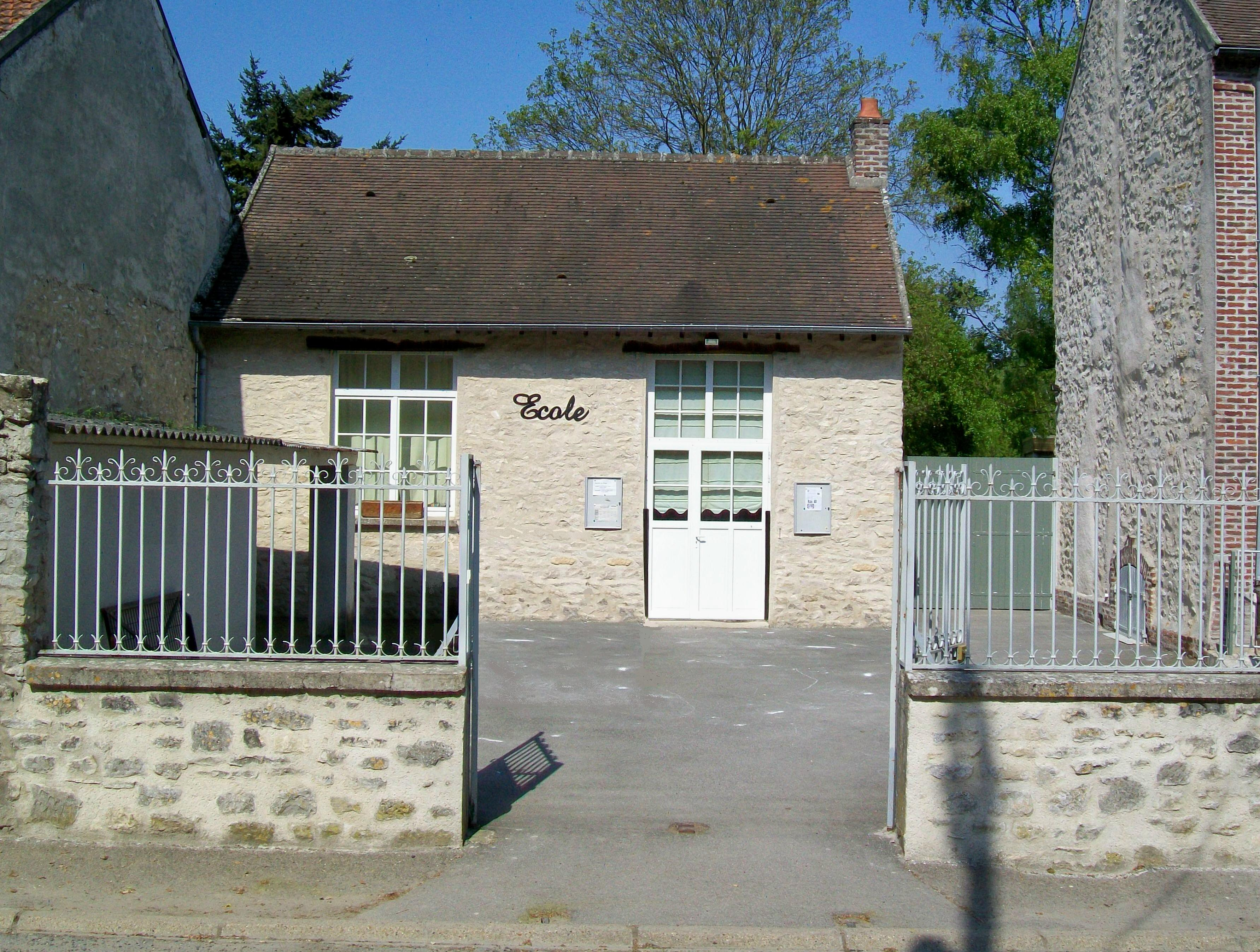
L'école maternelle, en 2011.

### Liste des maires
| Période                                  | Période                       | Identité          | Étiquette | Qualité                                                   |
| ---------------------------------------- | ----------------------------- | ----------------- | --------- | --------------------------------------------------------- |
| Les données manquantes sont à compléter. |                               |                   |           |                                                           |
|                                          |                               |                   |           |                                                           |
| avril 2001                               | 2006                          | Jean-Luc Deshayes |           | Démissionnaire                                            |
| septembre 2006                           | En cours (au 31 octobre 2024) | Daniel Froment    |           | Entrepreneur en bâtiments Réélu pour le mandat 2020-2026, |

## Population et société

### Démographie

#### Évolution démographique
L'évolution du nombre d'habitants est connue à travers les recensements de la population effectués dans la commune depuis 1793. Pour les communes de moins de 10 000 habitants, une enquête de recensement portant sur toute la population est réalisée tous les cinq ans, les populations de référence des années intermédiaires étant quant à elles estimées par interpolation ou extrapolation. Pour la commune, le premier recensement exhaustif entrant dans le cadre du nouveau dispositif a été réalisé en 2008.

En 2022, la commune comptait 206 habitants, en évolution de +6,74 % par rapport à 2016 (Oise : +0,87 %, France hors Mayotte : +2,11 %).
| 1793 | 1800 | 1806 | 1821 | 1836 | 1846 | 1851 | 1856 | 1861 |
| ---- | ---- | ---- | ---- | ---- | ---- | ---- | ---- | ---- |
| 152  | 152  | 179  | 167  | 209  | 182  | 224  | 235  | 249  |

| 1866 | 1872 | 1876 | 1881 | 1886 | 1891 | 1896 | 1901 | 1906 |
| ---- | ---- | ---- | ---- | ---- | ---- | ---- | ---- | ---- |
| 235  | 208  | 222  | 197  | 202  | 192  | 200  | 172  | 169  |

| 1911 | 1921 | 1926 | 1931 | 1936 | 1946 | 1954 | 1962 | 1968 |
| ---- | ---- | ---- | ---- | ---- | ---- | ---- | ---- | ---- |
| 146  | 146  | 161  | 151  | 137  | 129  | 140  | 125  | 161  |

| 1975 | 1982 | 1990 | 1999 | 2006 | 2008 | 2013 | 2018 | 2022 |
| ---- | ---- | ---- | ---- | ---- | ---- | ---- | ---- | ---- |
| 211  | 204  | 177  | 236  | 225  | 227  | 194  | 199  | 206  |

#### Pyramide des âges
La population de la commune est relativement jeune.
En 2018, le taux de personnes d'un âge inférieur à 30 ans s'élève à 34,2 %, soit en dessous de la moyenne départementale (37,3 %). À l'inverse, le taux de personnes d'âge supérieur à 60 ans est de 21,6 % la même année, alors qu'il est de 22,8 % au niveau départemental.
En 2018, la commune comptait 104 hommes pour 95 femmes, soit un taux de 52,26 % d'hommes, largement supérieur au taux départemental (48,89 %).
Les pyramides des âges de la commune et du département s'établissent comme suit.
| Hommes | Classe d’âge | Femmes |
| ------ | ------------ | ------ |
| 1,9    | 90 ou +      | 1,1    |
| 3,8    | 75-89 ans    | 7,4    |
| 12,5   | 60-74 ans    | 16,8   |
| 26,9   | 45-59 ans    | 31,6   |
| 16,3   | 30-44 ans    | 13,7   |
| 18,3   | 15-29 ans    | 12,6   |
| 20,2   | 0-14 ans     | 16,8   |

| Hommes | Classe d’âge | Femmes |
| ------ | ------------ | ------ |
| 0,5    | 90 ou +      | 1,4    |
| 5,5    | 75-89 ans    | 7,6    |
| 15,6   | 60-74 ans    | 16,3   |
| 20,8   | 45-59 ans    | 20     |
| 19,4   | 30-44 ans    | 19,4   |
| 17,6   | 15-29 ans    | 16,2   |
| 20,6   | 0-14 ans     | 19,1   |

## Culture locale et patrimoine

### Lieux et monuments
On peut signaler : 
- Église Sainte-Geneviève, rue du Moulin : l'église a été rebâtie vers 1775 en conservant le caractère roman de la nef et le portail d'origine[41] antérieur au milieu du XIIe siècle.

Le portail est fortement détérioré du fait de la mauvaise qualité de la pierre employée. Deux paires de colonnettes flanquent la porte, dont les deux situées à l'intérieur supportent l'arc en anse de panier qui porte le tympan, et les deux situées à l'extérieur une archivolte décorés de plusieurs rangs de bâtons brisés. Seulement les chapiteaux à gauche restent lisibles ; l'un est sculpté de feuilles d'acanthe ; l'autre est figuré et représente une figure monstrueuse à deux corps qu'une tête unique réunit à l'angle de la corbeille. Le tympan d'origine s'est perdu.
La nef, aveugle, est dépourvue de bas-côtés, et ne comporte aucune subdivision en travées. Le chœur au chevet plat est difficilement datable ; une voûte en berceau en plâtre le recouvre. Les deux chapelles au sud ont été ajoutées au XVIe siècle. La première supporte le petit clocher en charpente et a perdu sa voûte d'ogives ; la seconde à l'est demeure voûtée.
Cette partie de l'église se démarque par sa toiture plus haute que sur les parties plus anciennes,.

L'église Sainte-Geneviève.
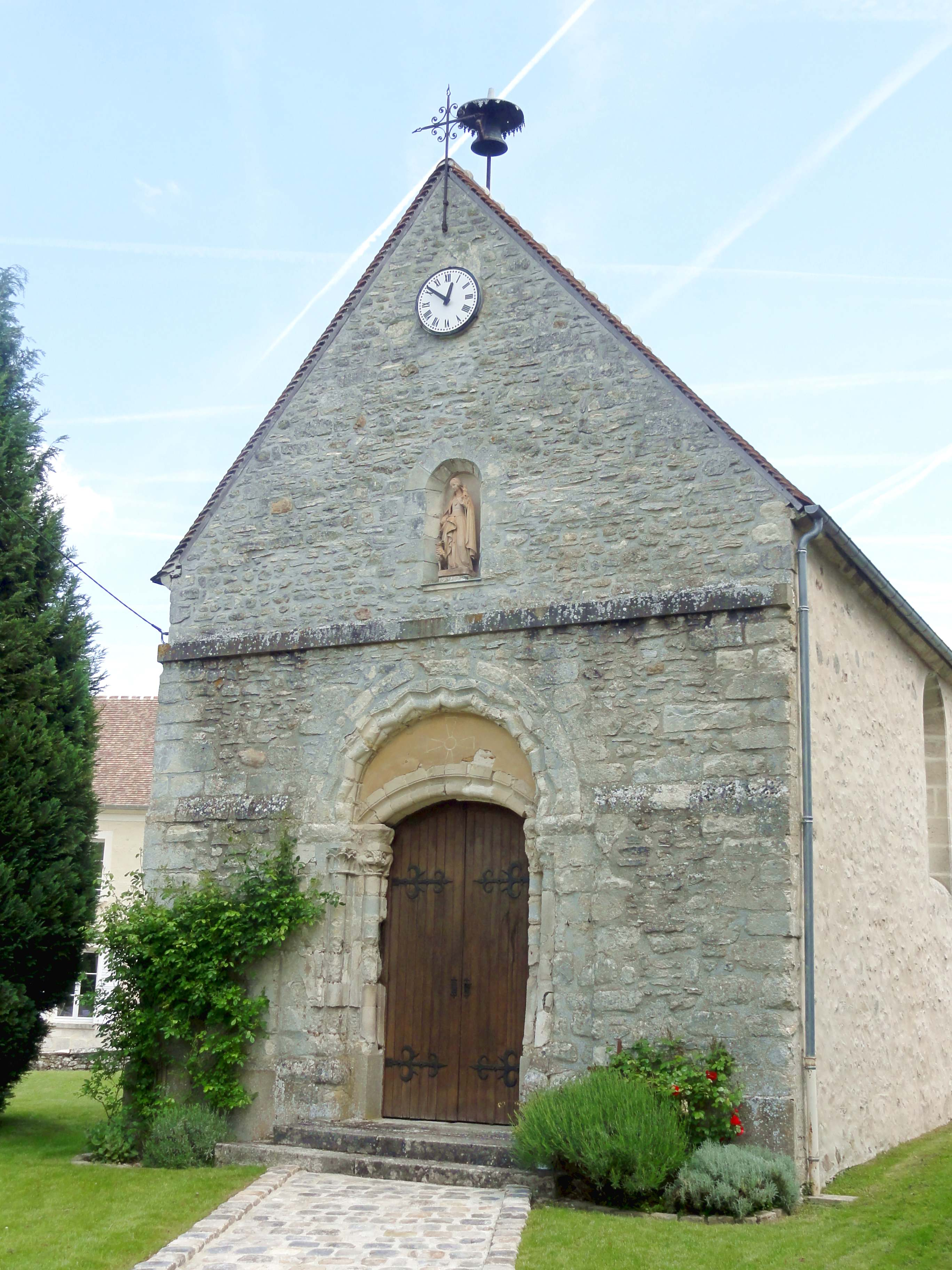
Façade occidentale.
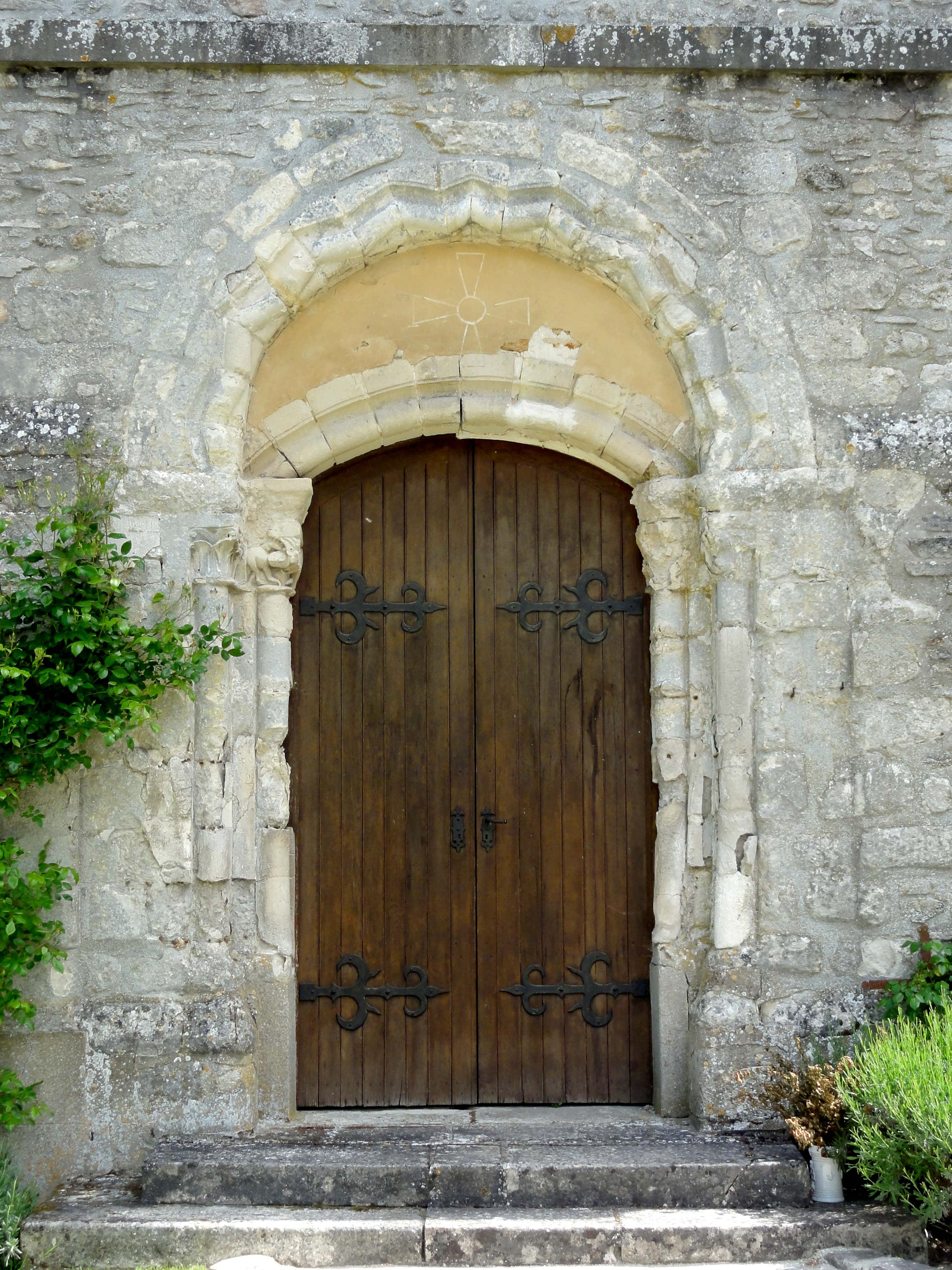
Portail...
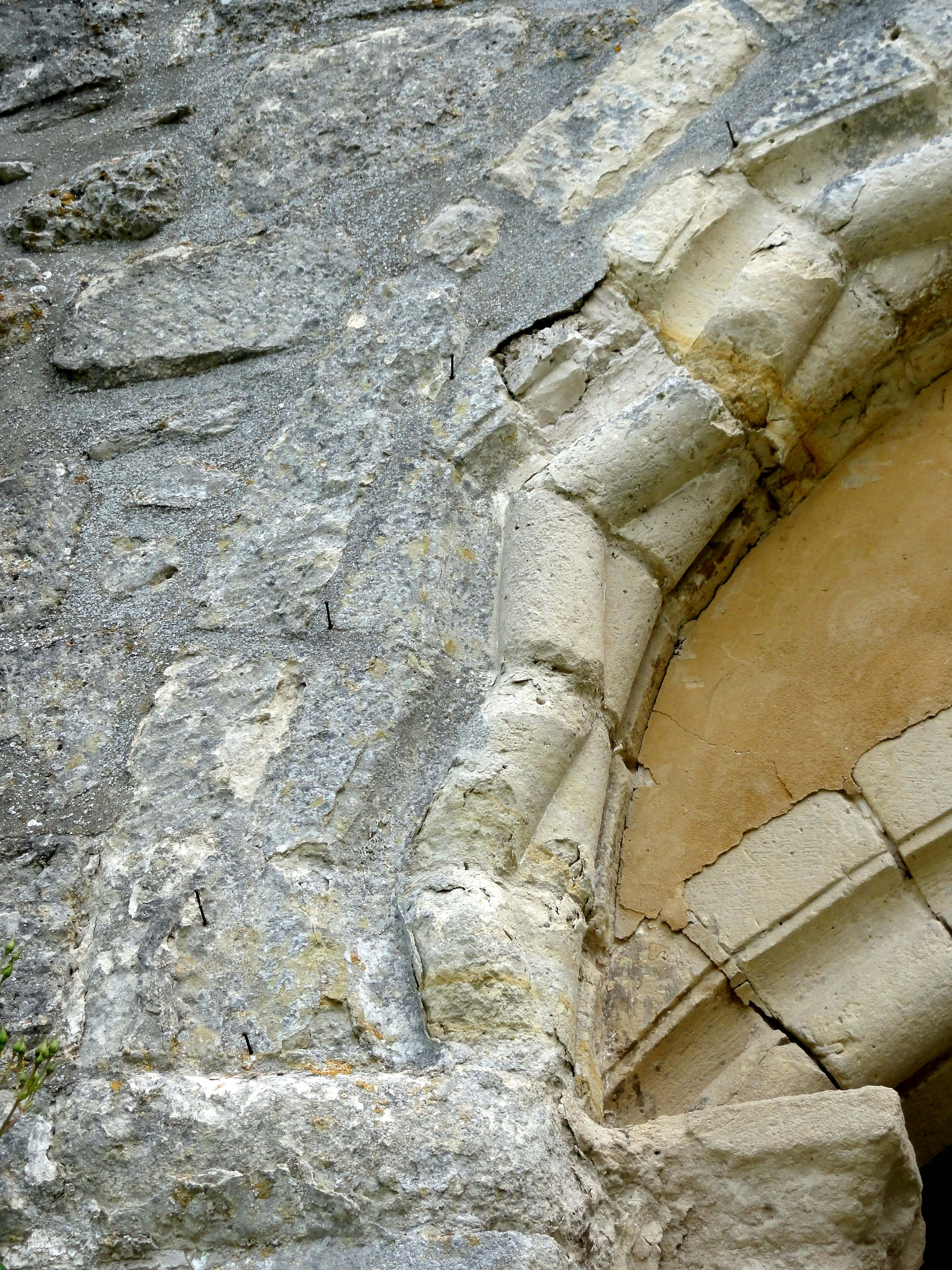
... et détail de celui-ci.
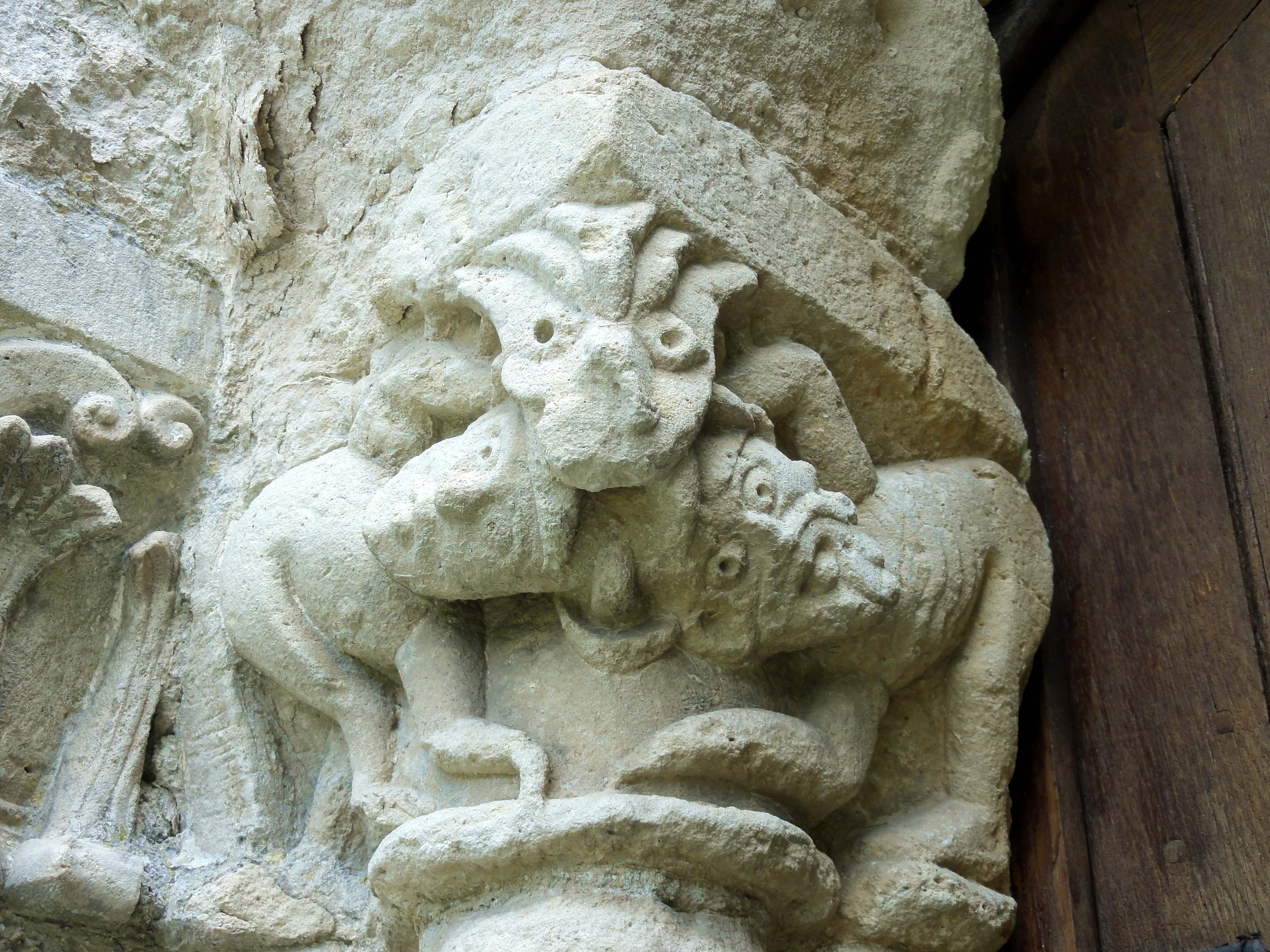
Chapiteau gauche du portail.

- Fontaine Sainte-Geneviève, à 750 m au sud du village, dans le coude de la voie communale n° 2 en direction de l'abbaye de Chaalis : Ce fut jadis la destination d'une procession, l'après-midi du 3 janvier, fête patronale. On attribuait à sainte Geneviève un pouvoir miraculeux contre certaines maladies[44]. La fontaine est une source captée, assez abondante, alimentant le ruisseau de la fontaine Sainte-Geneviève. Ce ruisseau est parallèle à la Launette et se verse dans la Nonette près du pont au nord du village.

Le bassin de la source, aménagé avec grand soin, est encadré de pierres de taille et doté d'un déversoir. L'on y descend par deux marches en pierre depuis le calvaire qui annonce la source depuis la route. Ce calvaire, également remarquable, se compose d'un crucifix en pierre, reposant sur deux colonnes de section carrée plantées sur un socle de quatre niveaux. Des majestueux marronniers communs séculaires de part et d'autre du calvaire semblent protéger ce site de méditation, visible de loin dans un environnement de champs et marais.
- Deux lavoirs, sur le ruisseau de la fontaine Sainte-Geneviève, au bout d'une sente en herbe qui part du chemin du Marais, et sur la Nonette, à côté du pont de la rue du Moulin : 
  - Le premier est un édicule en brique avec un toit en tuile, dont l'ouverture sur le ruisseau est tournée vers deux propriétés privées.
  - Le second est un simple abri en charpente, avec un toit en appentis couvert de tuiles plates et des parois latérales en lattes. Le recouvrement du sol n'est plus intact. Ce lavoir se situe face à la commune de Fontaine-Chaalis, la limite entre les deux communes étant marquée par la Nonette.
  - Près de l'autre pont sur la Nonette en aval, au bout de la route de Fontaine-Chaalis, se trouve un troisième lavoir, qui ne se situe cependant pas sur la commune de Montlognon.
- École à classe unique, rue du Moulin, à côté de la mairie : c'est l'une des dernières écoles à classe unique de l'arrondissement à toujours être en service, mais elle n'accueille plus que les élèves de la maternelle. L'école élémentaire est située à Fontaine-Chaalis.

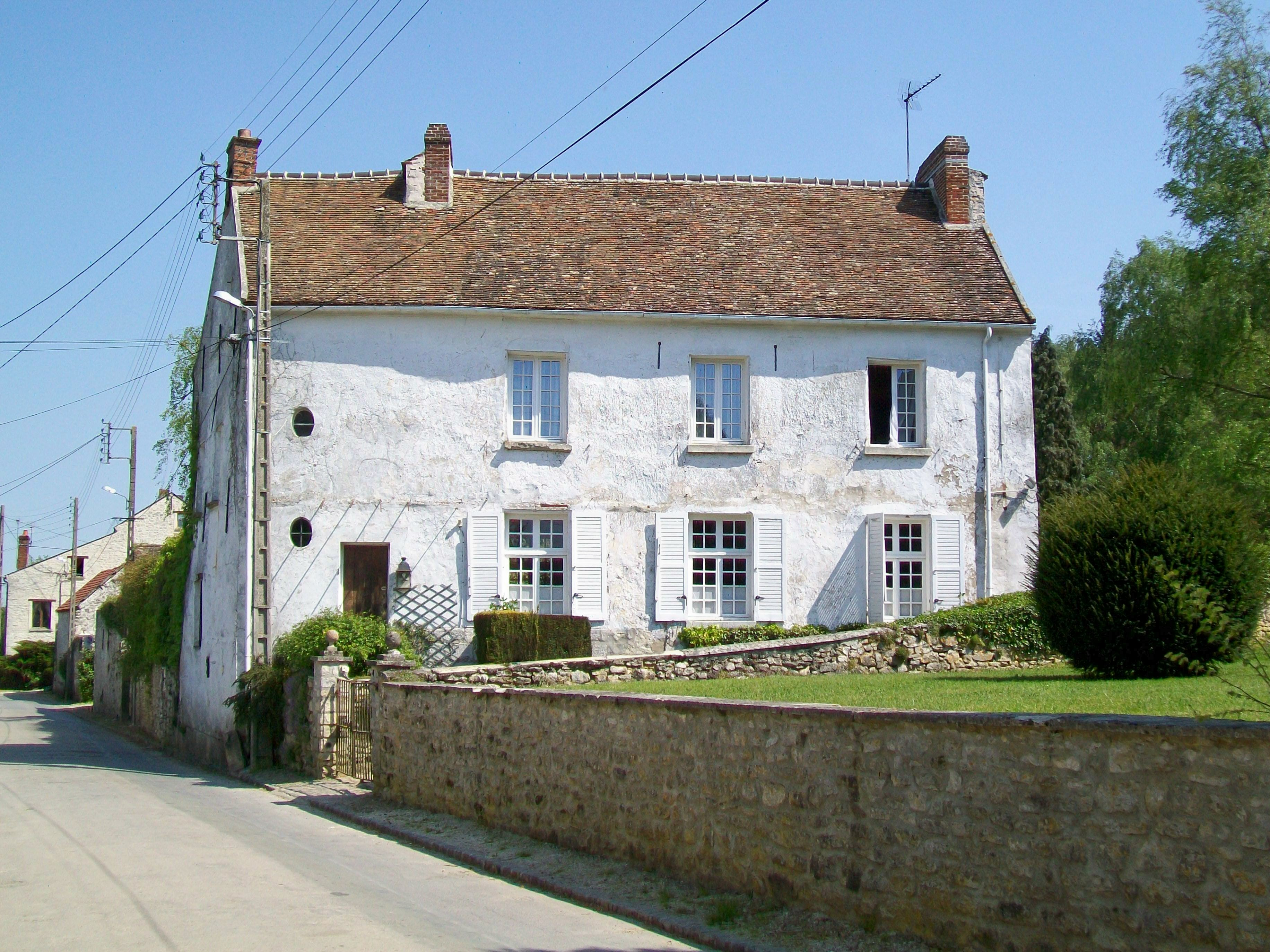
L'ancien presbytère.
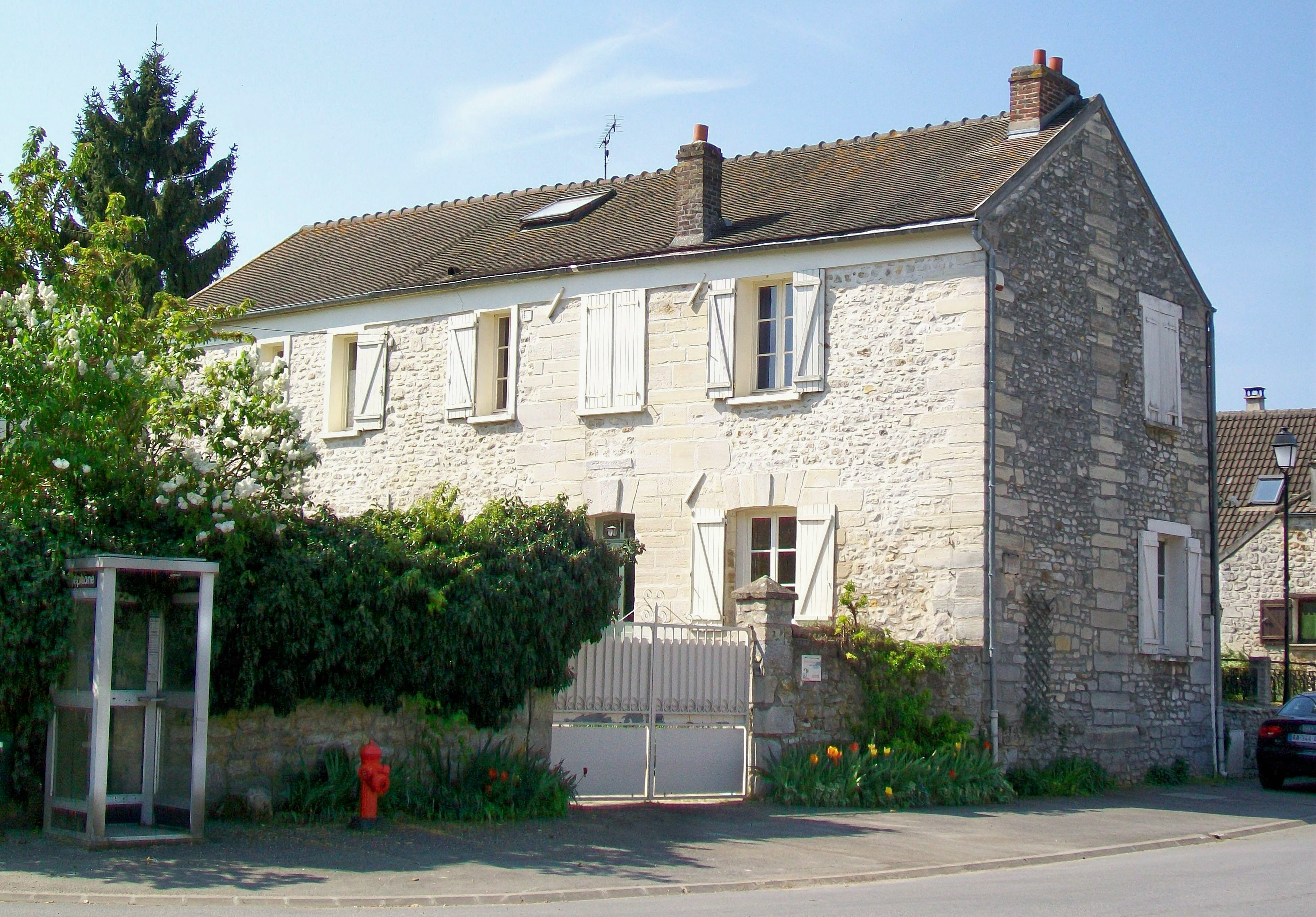
Maion bourgeoise, rue Georges Marchal.
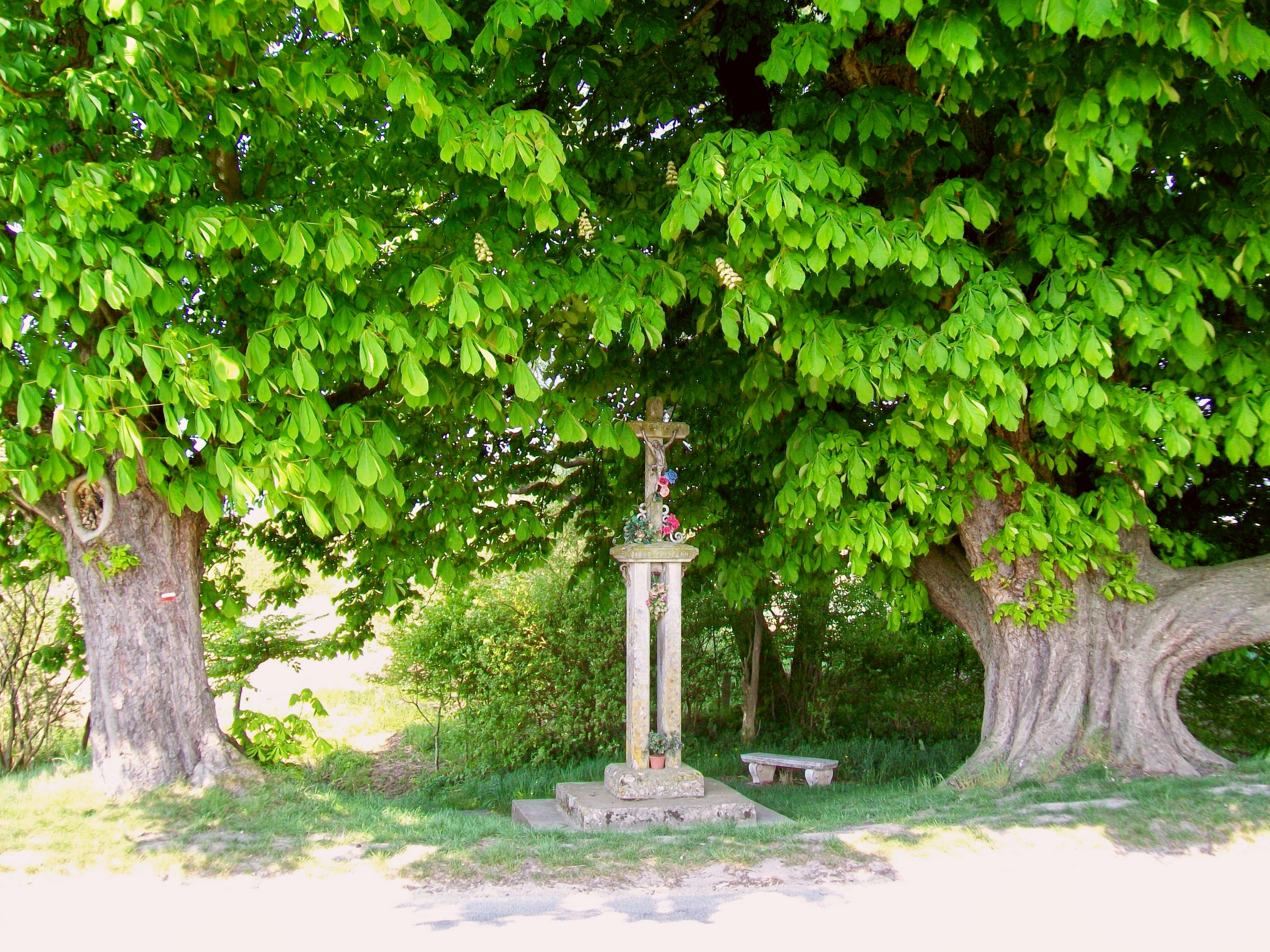
Le calvaire de la fontaine Sainte-Geneviève, encadré par de majestueux marronniers.
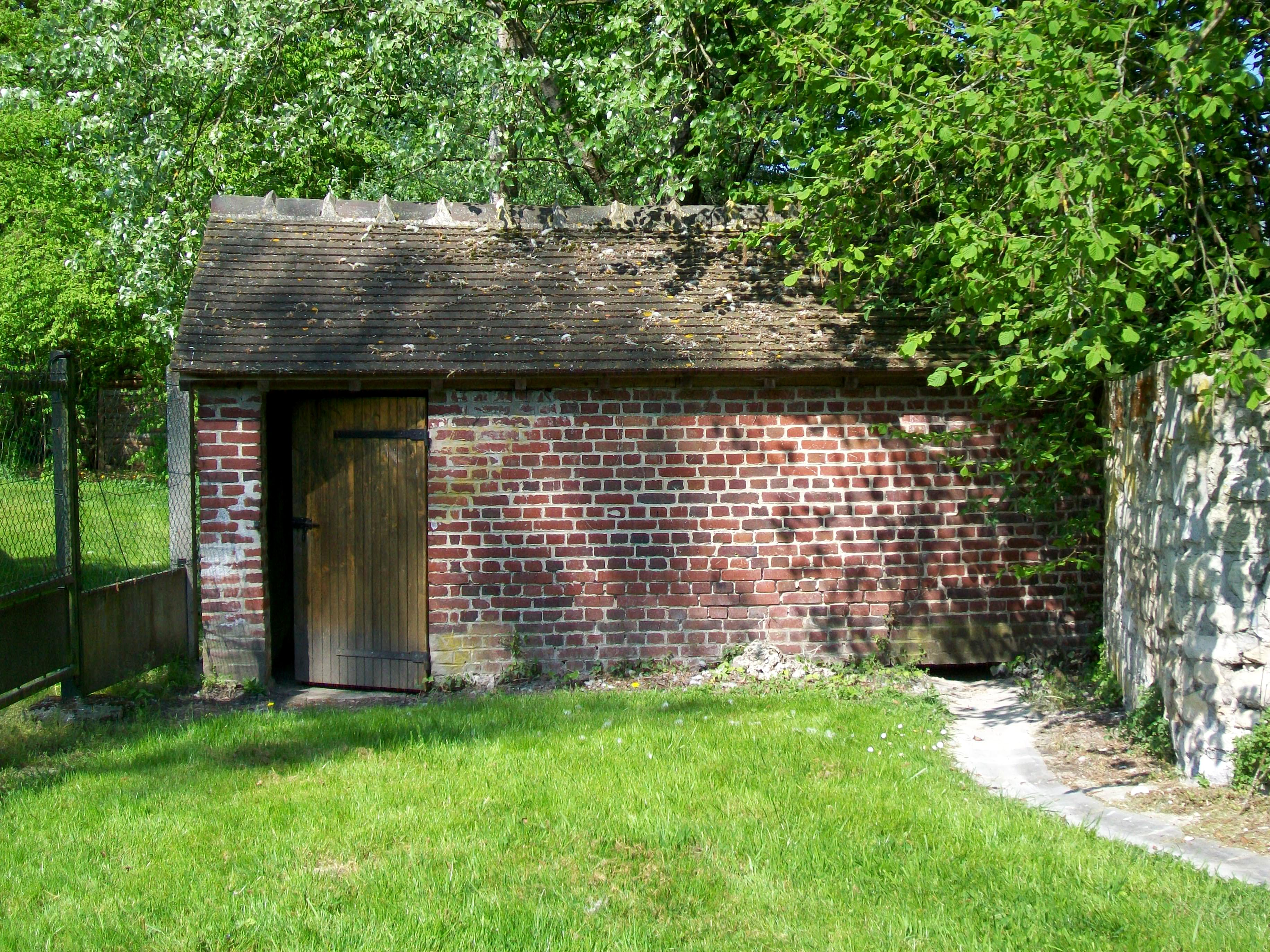
Le lavoir sur le ruisseau de la fontaine Sainte-Geneviève, depuis la sente qui part du chemin du Marais.

## Héraldique
| Blason de Montlognon | Blason  | D'azur au fer de moulin d'or; au chef cousu de sinople chargé d'une burelle ondée d'or. |
| Blason de Montlognon | Détails | Le statut officiel du blason reste à déterminer.                                        |

## Pour approfondir